# دریوش
دریوش (به فرانسوی: Driouch) یک شهرک در مراکش است که در استان دریوش واقع شده‌است. دریوش ۲۹٬۰۰۰ نفر جمعیت دارد.